# Dioon mejiae
Dioon mejiae je druh cykasu z čeledi zamiovité. Roste v Hondurasu a Nikaragui. Ve sbírkách je to běžnější druh.
V Hondurasu je znám jako palma teosinte, teocinte, teocinta (ženský rod), teocintle, teocsinte, teosinte, tiusinte, tusinte. Všechny tyto názvy jsou přepisem z nahuatlu a znamenají "svaté ucho".
Vědecký název podle Dr. Isidoro Mejia, sběratele první známé rostliny tohoto druhu.